# Tranzscheliella ventanensis
Tranzscheliella ventanensis är en svampart som först beskrevs av Hirschh., och fick sitt nu gällande namn av Vánky 2003. Tranzscheliella ventanensis ingår i släktet Tranzscheliella och familjen Ustilaginaceae.   Inga underarter finns listade i Catalogue of Life.